# Robert Carrier
Pour les articles homonymes, voir Carrier (homonymie).
Robert Carrier (né le 3 juin 1941 à Montréal) est un ingénieur civil et homme politique canadien. Il a été député à la Chambre des communes du Canada, représentant la circonscription québécoise de Alfred-Pellan sous la bannière du Bloc québécois.

## Biographie
Il est élu pour la première fois en juin 2004 avec plus de 5 000 votes d'avance sur la députée sortante. Ce mandat est écourté par la chute du gouvernement libéral minoritaire. Un second mandat lui est accordé en janvier 2006 avec près de 8 300 votes d'avance sur son plus proche rival. À l'élection d'octobre 2008, il voit sa majorité rapidement fondre à un peu plus de 5 000 votes sur le candidat du Parti libéral. Il a été porte-parole adjoint du Bloc québécois aux Finances, porte-parole aux Revenus, ainsi que porte-parole au transport. Lors de l'élection du 2 mai 2011 il est défait par la candidate du Nouveau Parti démocratique, Rosane Doré Lefebvre qui l'emporte par une avance de près de 10 600 voix.
Il a travaillé dans sa circonscription à la revitalisation du Vieux pénitencier de St-Vincent-de-Paul et, en vain, au développement du train dans l'Est de la Ville de Laval puisque le tracé qu'il proposait n'a pas été retenu 
Après avoir envisagé de prendre la tête du Mouvement lavallois, il a plutôt opté pour une carrière provinciale. Il se présente lors des élections générales québécoises de 2012 dans la circonscription de Mille-Îles pour le Parti québécois . Il termine deuxième derrière la libérale Francine Charbonneau.